# Bannes, Lot

Bannes este o comună în departamentul Lot din sudul Franței. În 2009 avea o populație de 138 de locuitori.

## Evoluția populației
| An        | 1975 | 1982 | 1990 | 1999 | 2006 | 2009 |
| --------- | ---- | ---- | ---- | ---- | ---- | ---- |
| Populație | 219  | 196  | 203  | 166  | 144  | 138  |